# Gyrpanetes cacapira
Gyrpanetes cacapira är en skalbaggsart som beskrevs av Martins och Maria Helena M. Galileo 1998. Gyrpanetes cacapira ingår i släktet Gyrpanetes och familjen långhorningar. Inga underarter finns listade i Catalogue of Life.